# Polianthes sessiliflora
Polianthes sessiliflora är en sparrisväxtart som först beskrevs av William Botting Hemsley, och fick sitt nu gällande namn av Joseph Nelson Rose. Polianthes sessiliflora ingår i släktet Polianthes och familjen sparrisväxter. Inga underarter finns listade i Catalogue of Life.